# Gabor Benedek
Gabor Benedek (* 12. Oktober 1938 in Budapest, Ungarn; † 27. Juni 2019 in München) war ein ungarisch-deutscher Architekt und Karikaturist.

## Leben
Gabor Benedek studierte Architektur von 1958 bis 1960 an der Technischen Universität in Budapest und von 1961 bis 1966 an der Technischen Universität München, wo er 1967 als Diplom-Ingenieur abschloss. Nach Mitarbeit in den Büros Hans-Busso von Busse und Kurt Ackermann (1967–1970) gründete er 1970 sein eigenes Architekturbüro in München.
Er war von 1968 bis 2012 ständiger Karikaturist der Süddeutschen Zeitung und zeichnete von 1971 bis 1994 auch wöchentlich für die Hannoversche Allgemeine Zeitung sowie von 1986 bis 1988 für den TV-Sender 3sat/ZDF.
Seit 2016 arbeitete er unter dem Namen BWP-Architekten mit Jürgen Weiss zusammen.

## Privatleben
Benedek war seit 1973 mit der Psychoanalytikerin Reka Benedek verheiratet. Sie haben zwei Söhne.

## Bauten
- 1980: BMW-Verwaltung Dingolfing (mit N. Koch)
- 1984: Zentralgebäude Universität Augsburg (mit Hagen, Koch, Uhlmann)
- 1986–1993: IKEA Einrichtungshäuser in Eching, Leipzig und Chemnitz
- 1988: Produktionsanlagen Staatliches Hofbräuhaus in München-Riem (mit K. Bachmann)
- 1992: Postbank an der Bayerstraße München (mit N. Koch)
- 1992: Fernmelderechenzentrum der Post AG in München-Neuperlach (mit N. Koch)
- 1995: Wohnanlage Oskar-Maria-Graf-Straße in Puchheim-Bahnhof bei München
- 1995: Hotel- und Konferenzzentrum an der Alpenstraße in Salzburg (mit K. Uhlmann)
- 2001: Halbleiterfabrik EPCOS in Szombathely, Ungarn
- 2002: Heckscher-Klinik in Rosenheim
- 2004: Wohnanlage Panzerwiese West in München
- 2006: Hotel La Maison in München
- 2008: Wohnanlage Ackermannbogen Süd-Ost in München

## Werke
- Gedankenstriche, Heyne 1980
- Bauherrlichkeit, Hugendubel 1982
- Der Liberalissimus, Süddeutscher Verlag 1988
- Zaster und Laster, Stiebner 2000

## Ausstellungen
- Deutscher Werkbund, München, 1981
- Österreichische Gesellschaft für Kulturpolitik, Wien, 1983
- Kunstverein Augsburg, 1984
- Architektenkammer Budapest, 1984
- Deutsches Architekturmuseum, Frankfurt, 1984
- Architektur-Galerie am Weißenhof, Stuttgart, 1984
- Goethe-Institut, Genua, 1985
- Architektenkammer Mainz, 1986
- Architekturgalerie München, 1988
- Galerie im Rathaus, München, 1991
- Seidlvilla, München, 1995
- Deutsches Architektur Zentrum, Berlin, 1998
- Städtische Galerie Neuburg, 2001
- Bayerische Architektenkammer, München, 2004
- Architekturgalerie München, 2007
- Katholische Akademie, München, 2011
- Olaf Gulbransson Museum, Tegernsee, 2014

## Auszeichnungen
- BDA-Preis Bayern, 1981
- Deutscher Architekturpreis (Lobende Erwähnung), 1981
- Goldene Feder des Niederländischen Cartoonfesivals, 1985
- Bayerischer Architekturpreis, 2013